# Grammomys macmillani
Grammomys macmillani is een knaagdier uit het geslacht Grammomys dat voorkomt van Sierra Leone tot Zuid-Ethiopië en Oost-Zimbabwe. Het belangrijkste onderscheidende kenmerk van deze soort is het karyotype, 2n=68-76, FN=82 of meer. Deze soort lijkt sterk op Grammomys dolichurus, maar verschilt daar in enkele subtiele kenmerken van. De kop-romplengte bedraagt 97 tot 120 mm, de staartlengte 144 tot 187 mm, de achtervoetlengte 21 tot 24 mm, de oorlengte 15 tot 18 mm en het gewicht 28 tot 45 gram.